# Daniel Krull
Daniel Krull (* 9. November 1961 in Hamburg) ist ein deutscher Diplomat. Er war von 2021 bis 2025 deutscher Botschafter in Ghana.

## Leben
Krull beendete seine schulische Ausbildung in Hamburg im Jahr 1981 mit der Abiturprüfung. Er leistete Zivildienst in der Schule für Körperbehinderte Tegelweg, Hamburg. Von 1982 bis 1988 studierte er Volkswirtschaftslehre und Politikwissenschaft in Hamburg, Berlin, Montreal und Paris; er machte 1988 in Berlin den Abschluss als Diplom-Politologe. Bis 1990 war er Forscher im Rahmen eines Drittmittelprojektes der Berlin Forschung an der Freien Universität Berlin. Es schloss sich ein einjähriges Postgraduierten-Programm des Deutschen Instituts für Entwicklungspolitik (DIE) in Berlin an. Von 1991 bis 1992 war Krull in der Staatskanzlei des Landes Brandenburg in Potsdam tätig.
Krull trat im Jahr 1992 in den Vorbereitungsdienst für den höheren Auswärtigen Dienst ein. Erste Verwendungen nach der Laufbahnprüfung (1993) führten ihn in die Zentrale des Auswärtigen Amts und in den Leitungsstab des Bundeswirtschaftsministeriums (BMWi). Sein erster Auslandseinsatz war von 1996 bis 1999 an der Botschaft in Buenos Aires, von wo aus er als ständiger Vertreter des Generalkonsuls an das Generalkonsulat Ho-Chi-Minh-Stadt (1999 bis 2002) versetzt wurde.
Zurück in der Zentrale des Auswärtigen Amts in Berlin wurde er nach einer anderen Verwendung von 2005 bis 2008 Büroleiter und persönlicher Referent von Staatssekretär Georg Boomgaarden. In seine Zeit als Referent in der Ständigen Vertretung bei den Vereinten Nationen in New York von 2008 bis 2012 fiel Deutschlands nicht-ständige Mitgliedschaft im Sicherheitsrat (2011 und 2012).
Er war bis 2015 als Referatsleiter im Auswärtigen Amt eingesetzt, bevor er erneut, dieses Mal als ständiger Vertreter des Botschafters nach Buenos Aires entsandt wurde. Im Jahr 2018 wechselte er als Regionalkoordinator Flucht und Migration an die Botschaft Ankara. Im Jahr 2020 kehrte er für einen kurzen Einsatz als Koordinator Internationale Personalpolitik nach Berlin zurück. Von Sommer 2021 bis Sommer 2025 übernahm er als Botschafter die Leitung der Botschaft Accra/Ghana.